# Гереєшть (комуна)
Гереєшть, Гереєшті (рум. Gherăești) — комуна у повіті Нямц в Румунії. До складу комуни входять такі села (дані про населення за 2002 рік):
- Гереєшть (4836 осіб)
- Гереєштій-Ной (643 особи)
- Тецкань (910 осіб)

Комуна розташована на відстані 293 км на північ від Бухареста, 35 км на схід від П'ятра-Нямца, 59 км на захід від Ясс.

## Населення
За даними перепису населення 2002 року у комуні проживали 6389 осіб, усі — румуни. Усі жителі комуни рідною мовою назвали румунську.
Склад населення комуни за віросповіданням:
| Релігія        | Кількість осіб | Відсоток |
| -------------- | -------------- | -------- |
| римо-католики  | 5685           | 89,0%    |
| православні    | 683            | 10,7%    |
| п'ятдесятники  | 4              | 0,1%     |
| греко-католики | 2              | < 0,1%   |
| не релігійні   | 1              | < 0,1%   |